# Займище (Корюківський район)
За́ймище — село в Україні, у Сновській міській громаді Корюківського району Чернігівської області. Населення становить 457 осіб. До 2016 орган місцевого самоврядування — Займищенська сільська рада.

## Географія
Село розташоване за 30 км від районного центру та за 64 км від обласного центру

## Історія
12 червня 2020 року, відповідно до розпорядження Кабінету Міністрів України № 730-р «Про визначення адміністративних центрів та затвердження територій територіальних громад Чернігівської області», увійшло до складу Сновської міської громади.
19 липня 2020 року, в результаті адміністративно-територіальної реформи та ліквідації Сновського району, село увійшло до складу Корюківського району.

## Населення
| 2001 | 2020 |
| ---- | ---- |
| 502  | 457  |

### Мова
Розподіл населення за рідною мовою за даними перепису 2001 року:
| Мова       | Кількість | Відсоток |
| ---------- | --------- | -------- |
| українська | 490       | 97.61%   |
| російська  | 10        | 1.99%    |
| білоруська | 2         | 0.40%    |
| Усього     | 502       | 100%     |

## Економіка
В селі працює один магазин. На території села працює дві пилорами, які забезпечують роботою мешканців села та які за помірну плату забезпечують дровами жителів Займища та навколишніх сіл. Жителі села в основному займаються сільським господарством. Вони утримують у своїх господарствах 61 голову ВРХ.  

## Освіта, культура, пам'ятки
В Займищі функціонує фельдшерський медичний пункт, сільський клуб та бібліотека.

### Бібліотека
В 1920 році в с. Займище, на той час Городнянського повіту Велико-Щимельської волості, була відкрита хата-читальня з фондом у 40 книг. Діяльність її визначалась відповідним “Статутом...”, розробленим повітовим відділом народної освіти. Першим її завідувачем був Кирило Кузьмич Гець, роботу якого інструктор С. Остроградський оцінив так: “...хата-читальня сможет быть жизненна при удобном помещении, ибо заведующий парень весьма дельный и полезный населению”. Час-відчасу хата-читальня то припиняла, то відновлювала свою діяльність у зв’язку зі значним скороченням бібліотечної мережі повіту. 
Стабільно вона почала працювати лише у повоєнний час, коли у 1948 році була обладнана хата-читальня в 400 прим. книг, яка згодом була реорганізована у приклубну бібліотеку; з 1951 року – зі штатною посадою бібліотекаря, яку по 1970 рік обіймала Рибальченко Галина Ілларіонівна. В 1952 році фонд бібліотеки налічував 1242 прим. книг, яким користувалися 237 читачів. 
З січня 1954 року приклубна бібліотека стає самостійною сільською бібліотекою, якій притаманний високий рівень обслуговування населення села, щорічне збільшення основних показників. 
За період з 1962 по 1969 рік фонд бібліотеки збільшився з 5378 до 9542 прим., кількість читачів – з 448 до 602, книговидача – з 8495 до 13210. Саме в 60-ті роки ХХ ст. бібліотеці було присвоєно звання “Бібліотека відмінної роботи”.
З квітня 1970 року і до сьогодні завідуючим бібліотекою, згодом – провідним бібліотекарем, працює Олександр Євгенійович Крумкач. 
В 1978 році Займищанська сільська бібліотека з фондом у 7 тис. прим. ввійшла до складу Щорської ЦБС. На той час бібліотека обслуговувала 700 читачів, видача яким складала 14 тис. прим. книг. 
У зв’язку зі зменшенням кількості населення з 1981 року почала знижуватись і кількість читачів. Саме з цього періоду почалася планомірна і грунтовна робота з краєзнавства. Пристрастю до вивчення історії рідного села, його видатних людей, запису їх спогадів, бажанням зберегти все це для нащадків сільський бібліотекар завдячує уродженцю Займища Тихону Дем’яновичу Єрмоленку, інженеру із Санкт-Петербурга.
Від ретельної пошукової роботи, створення детальної краєзнавчої картотеки, формування багатьох тематичних фотоальбомів – до вивчення родоводів сімей земляків, видання біобібліографічних покажчиків серії “Їх Батьківщина – Щорська земля” (1998-2000 рр.) та історичного нарису рідного села (2004) – такий шлях сільської бібліотеки, очолюваної О.Є. Крумкачем. А ще – повсякденне спілкування з односельцями і організація різноманітних неформальних масових заходів – щорічних свят села, сімейних свят “Роде наш красний”, творчих вечорів-зустрічей з земляками “Щедре гроно талантів”, співпраця з фольклорним об’єднанням “Спадщина” та ін. 
На межі тисячоліть бібліотека набула авторитету як центр краєзнавства, база навчання бібліотечних працівників району і області. Її досвід опубліковано у виданні “Моя доля – в моєму селі” (1998 р.) та на сторінках “Бібліотечної планети” (2000. – № 4). 
О.Є. Крумкач – ініціатор і виконавець багатьох благодійних починань: від створення “Книги пам’яті” односельців, видання поетичних збірок талановитих земляків – до упорядкування території села. 
Безперечно, досвід Займищанської сільської бібліотеки-філії вартий наслідування, а подвижницька праця О.Є. Крумкача – поваги і вдячності.

### Кінематограф
У листопаді 2014 року в селі знімалась детективна мелодрама «Особистий інтерес».

## Гідрологічний заказник місцевого значення «Займище»
Гідрологічний заказник місцевого значення
Площа 252 га
Дата створення 24.12.1979
Рішення Чернігівського облвиконкому № 561
У системі гідрологічних заказників регіону досліджень охороняються заболочені відкриті, частково лісові осокові, очеретяні ділянки, що мають бореальний характер трав’яного покриву, в тому числі з рядом рідкісних та видів, які охороняються (Andromada polifolia, Ledum palustre, Oxycoccus palustre, Calla palustris L, Dryopteris cristata (L.) Gray та ін.).

## Уродженці
- Костюченко Юрій Миколайович (1977—2014) — молодший сержант Збройних сил України, учасник російсько-української війни[5].
- Євсеєнко Іван Іванович (1943—2014) — російський письменник та журналіст у Воронежі Російської Федерації.
- Смоляк Олександр Олексійович (1938—2016) — український письменник
- Дорошенко Олександр Миколайович (1985-2024) —  молодший сержант Збройних сил України, учасник російсько-української війни. Загинув у боях у Куп'янському районі[6].
- Полевик Василь Іванович (1925—1999) — відомий фольклорист, збирач пісенного фольклору, лауреат обласних премій імені Г. Верьовки, Б. Грінченка і премії Фонду культури, заслуженого працівника культури України. З 2009 року проводиться обласний фольклорний фестиваль-конкурс ім. В. І. Полевика у м. Сновськ та с. Займище